# Часник рясноцвітий
Часни́к рясноцві́тий або цибуля конвалієва (Allium myrianthum) — вид трав'янистих рослин родини амарилісові (Amaryllidaceae), поширений у пн.-сх. Африці й зх. Азії.

## Опис
Цибулина яйцеподібна, діаметром 0.8–2.5 см; зовнішні оболонки коричневі, смугасті, внутрішні білі, перетинчасті. Стебло 30–150 см. Листки вузьколінійні, 2–5 мм завширшки, жолобчасті. Зонтик кулястий, 2–5 см діаметром, багатоквітковий. Оцвітина коротко-дзвінчаста; сегменти молочно-білі або кремові, 2–3 мм, тупі. Коробочка округло-стиснена, тригонна, 2 мм, довша від оцвітини.

## Поширення
Поширений у пн.-сх. Африці й зх. Азії.
Зростає у лісах Pinus brutia та дубових лісах, макі, чагарниках, магматичні та на вапняних схилах, у сухих скелястих степах, на солоних берегах озер, поток, в оливкових гаях, на пасовищах, узбіччі полів, узбіччі доріг, піщаних місця тощо на висоті до 1600 м.